# Ion Luca Caragiale (Dâmbovița)
Ion Luca Caragiale (fino al 1952 Haimanale) è un comune della Romania di 7 229 abitanti, ubicato nel distretto di Dâmbovița, nella regione storica della Muntenia.
Il comune è formato dall'unione di 3 villaggi: Ghirdoveni, Ion Luca Caragiale, Mija.
Il comune ha assunto l'attuale denominazione nel 1952 in onore dello scrittore e drammaturgo Ion Luca Caragiale (1852-1912), che vi nacque.